# Hermann Dold (Politiker)
Hermann Karl Dold (* 22. Februar 1892 in Tuttlingen; † 23. Mai 1953 in Heidelberg) war ein deutscher Volkswirt, Unternehmer und Politiker (CDU).

## Leben
Hermann Dold wurde als Sohn des Bäckermeisters Karl Dold geboren. Nach dem Besuch der Lateinschule und des Progymnasiums in Tuttlingen absolvierte er seit 1910 eine kaufmännische Ausbildung. Er nahm seit Kriegsbeginn als Soldat am Ersten Weltkrieg teil und wurde 1915, nachdem er zuvor eine schwere Verletzung erlitten hatte, ausgemustert. Von 1917 bis 1920 studierte er Nationalökonomie an den Universitäten in München und Tübingen. 1920 wurde er an der Tübinger Universität zum Dr. rer. pol. mit einer maschinenschriftlichen Arbeit über die Chirurgische Instrumentenindustrie in Tuttlingen promoviert.
Dold war von 1919 bis 1933 Gemeinderat in Tuttlingen, von 1919 bis 1928 für die SPD, von 1928 bis 1932 für die Katholische Wählervereinigung und von 1932 bis 1933 für die „Bürgerlichen Berufsstände“. Während der Zeit des Nationalsozialismus war er unter anderem Mitglied des Nationalsozialistischen Kraftfahrkorps, der Deutschen Arbeitsfront, der Nationalsozialistischen Volkswohlfahrt, der NS-Kriegsopferversorgung und des Reichskolonialbundes. Im März 1948 wurde er von der Spruchkammer des Staatskommissariates für die politische Säuberung in Württemberg-Hohenzollern als „unbelastet“ eingestuft.
Dold war Fabrikant und Alleininhaber der Süddeutschen Numerierwerkefabrik Dr. Hermann Dold, später Dr. Hermann Dold Numerierwerkefabrik GmbH & Co. KG  in Tuttlingen. Er beteiligte sich 1946 an der Gründung des CDU-Stadt- und Kreisverbandes Tuttlingen und war danach erneut bis 1953 Mitglied des Gemeinderates. Von 1946 bis 1947 war er Mitglied der Beratenden Landesversammlung und von 1947 bis 1952 Abgeordneter des Landtages von Württemberg-Hohenzollern. Anschließend wurde er in die Verfassunggebende Landesversammlung für Baden-Württemberg gewählt, der er bis zu seinem Tode angehörte. Für ihn rückte Paul Binder ins Parlament nach.
Hermann Dold war zunächst mit Anna Regina Dold geborene Barho (1893–1925) verheiratet. Aus der ersten Ehe gingen zwei Töchter hervor, Rotraud Gisela Schlotzhauer geborene Dold (* 1923) und Irmgard Dietlinde Dold (1925–1967). Später heiratete er ihre Schwester Emilie Rosina Dold geborene Barho (1905–1929). Aus der zweiten Ehe ging der Sohn Wolfgang Dietrich, genannt Wolf-Dieter Dold (1928–1979) hervor.